# Neil Stephens
Neil Stephens OAM (* 1. Oktober 1963 in Canberra) ist ein australischer Sportlicher Leiter im Radsport und ehemaliger Radrennfahrer.

## Sportliche Karriere
Neil Stephens war von 1985 bis 1998 Profi. Zunächst bestritt er hauptsächlich Rennen in seinem Heimatland, wie etwa die Herald Sun Tour, die Midlands Tour und das Memorial Michael Toyne.  Zweimal – 1991 und 1994 – wurde er australischer Meister im Straßenrennen. 1987 gewann er den Titel in der Einerverfolgung.
Ab 1990 fuhr Stephens zunehmend auch Rennen in Europa, wie die Tour of Britain und die Portugal-Rundfahrt. Zwischen 1992 und 1998 startete er siebenmal bei der Tour de France, konnte sich aber nie weit vorne platzieren. Im Jahre 1997 gewann er die 17. Etappe von Fribourg nach Colmar. 1996 nahm er am Straßenrennen der Olympischen Spiele in Atlanta teil und belegte Rang 19. Im selben Jahr wurde er Zehnter im Einzelzeitfahren der Straßen-Weltmeisterschaften. 1987 wurde er Radsportler des Jahres in Australien.
In der Tour de France 1996 gewann er die Sonderwertung Souvenir Henri Desgrange. Wenige Tage vor Start der Tour de France 1998 wurde ein Betreuer des Teams Festina, Willy de Voet, in Frankreich festgenommen. Im Auto des Masseurs wurden 400 Ampullen Epo und Anabolika gefunden. Im Zuge der Ermittlungen gab Neil Stephens zu, mit Epo gedopt worden zu sein, jedoch sei dies ohne sein Wissen geschehen. Er habe geglaubt, es handele sich um Vitaminpräparate. Er wurde nie sanktioniert. Ende 1998 trat er im Zuge dieser Festina-Affäre vom aktiven Radsport zurück. 
Für seine Verdienste um den Radsport wurde er 1996 mit der Medaille des Order of Australia ausgezeichnet.

## Berufliches
Nach dem Ende seiner aktiven Laufbahn arbeitete Stephens für verschiedene Teams als Sportlicher Leiter. Von 2012 bis 2018 war er für die australische Mannschaft Orica GreenEdge tätig. Als bekannt wurde, dass Stephens sowie sein wegen Dopings gesperrt gewesener Festina-Teamkamerad Matthew White in die Teamleitung von Orica GreenEdge berufen wurden, wurden kritische Stimmen laut. 2019 wurde er Sportlicher Leiter beim UAE Team Emirates. und wechselte 2021 zu Bahrain Victorious.

## Palmarès (Auswahl)
1985
- zwei Etappen Herald Sun Tour

1986
- Gesamtwertung und zwei Etappen Herald Sun Tour

1988
- eine Etappe Tour of Britain

1990
- vier Etappen und Punktewertung Grande Prémio Internacional de Torres Vedras
- eine Etappe Herald Sun Tour
- eine Etappe Portugal-Rundfahrt

1991
- Australische Meisterschaft – Straßenrennen
- Prueba Villafranca de Ordizia

1994
- Australische Meisterschaft – Straßenrennen
- Prueba Villafranca de Ordizia

1995
- Bay Cycling Classic
- Prueba Villafranca de Ordizia

1996
- Andalusien-Rundfahrt
- eine Etappe Baskenland-Rundfahrt

1997
- eine Etappe Tour de France

## Grand-Tour-Platzierungen
| Grand Tour            | 1986 | 1987 | 1988 | 1989 | 1990 | 1991 | 1992 | 1993 | 1994 | 1995 | 1996 | 1997 | 1998 |
| --------------------- | ---- | ---- | ---- | ---- | ---- | ---- | ---- | ---- | ---- | ---- | ---- | ---- | ---- |
| Giro d’ItaliaGiro     | 78   | –    | –    | –    | –    | –    | 57   | –    | –    | –    | –    | –    | –    |
| Tour de FranceTour    | –    | –    | –    | –    | –    | –    | 74   | DNF  | 52   | 60   | 49   | 54   | DNF  |
| Vuelta a EspañaVuelta | –    | –    | –    | –    | –    | –    | 66   | –    | –    | –    | –    | 55   | –    |